# Neptis curvata
Neptis curvata är en fjärilsart som beskrevs av Matsumura 1929. Neptis curvata ingår i släktet Neptis och familjen praktfjärilar. Inga underarter finns listade i Catalogue of Life.